# Camarhynchus pauper
Il fringuello arboricolo di Charles (Camarhynchus pauper, Ridgway 1890) è un uccello della famiglia Thraupidae, endemico dell'Ecuador.

## Distribuzione
L'areale della specie è ristretto all'isola Floreana dell'arcipelago delle Galapagos.